# Técnicas de vacío

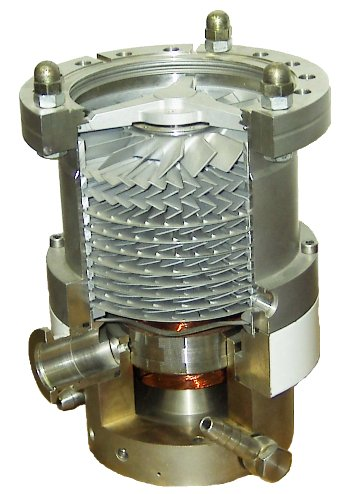
Corte de bomba de vacío turbomolecular.

La ingeniería del vacío se ocupa de los procesos tecnológicos, técnicas y equipamiento que utilizan el vacío o las presiones ultrabajas para lograr mejores resultados que los que se obtendrían bajo la presión atmosférica normal. Las aplicaciones más difundidas de la tecnología de vacío son:
- Recubrimiento con carburo de cromo pirolítico (PCC Coating)
- Manipulación de objetos mediante garras de vacío
- Vidrio antirreflectante
- Coloreado del vidrio
- Impregnación al vacío
- Recubrimiento al vacío
- Secado al vacío

Las máquinas de pintar al vacío (metalizadores, vacuum coater) son capaces de aplicar distintos tipos de recubrimientos de metal, vidrio, plástico o superficies de cerámica, proporcionando mejor calidad, espesor y uniformidad de color que otros métodos. Las secadoras al vacío se pueden utilizar con materiales delicados y ahorra cantidades significativas de energía debido a las bajas temperaturas de secado.